# Screaming Eagle
Screaming Eagle is een vrije-valtoren van het type Shot 'N Drop in het Belgische dieren- en attractiepark Bellewaerde. De toren werd gebouwd in 1999 door de Duitse attractiebouwer HUSS en staat in het themagebied Canada. In tegenstelling tot de klassieke optakelprocedure van een vrijevaltoren (waarbij de gondel traag opgehesen wordt), worden de inzittenden bij deze toren eerst gelanceerd tot maximumsnelheid om daarna enkele keren op en neer te stuiteren.
Op rustige dagen wordt de Screaming Eagle vaak twee keer na elkaar gelanceerd.

## Halloween
Tijdens de Halloweenperiode wordt de attractie in een soort box gestoken die vlak voor de rit volgepompt wordt met rook. Sedert 2015 - Halloween Fiësta Mortal - is dit een houten box, voorheen werd dit met twee meter hoge hekken gedaan met zwarte folie eromheen.
De rook die in de box wordt gelaten geeft een bijzonder effect aan zowel de inzittenden als de omstaanders wanneer de attractie gelanceerd wordt. De inzittende ziet de eerste seconden niets, en de omstaanders zien een grote rookstaart onder de omhoog schietende gondel. Hiermee lijkt de lancering van de attractie op een raketlancering. Op nocturnes is dit effect het best wanneer de rook in het donker verlicht wordt. De laatste jaren wappert er tijdens de halloweenperiode op het hoogste punt van de attractie een vlag met de beeltenis van het masker van de moordenaar uit de horrorfilm Scream
Dit gaat gepaard met een naamsverandering afhankelijk van het Halloweenthema:
- 2006-2008: Halloween The Sixth: Jack in the Box
- 2009-2011: Halloween Rat Attack: Rat Cage
- 2013-2014: Halloween ZoorRror: Eruptor's nest
- 2015-2016: Halloween Fiësta Mortal: Mortal Scream

## Galerij

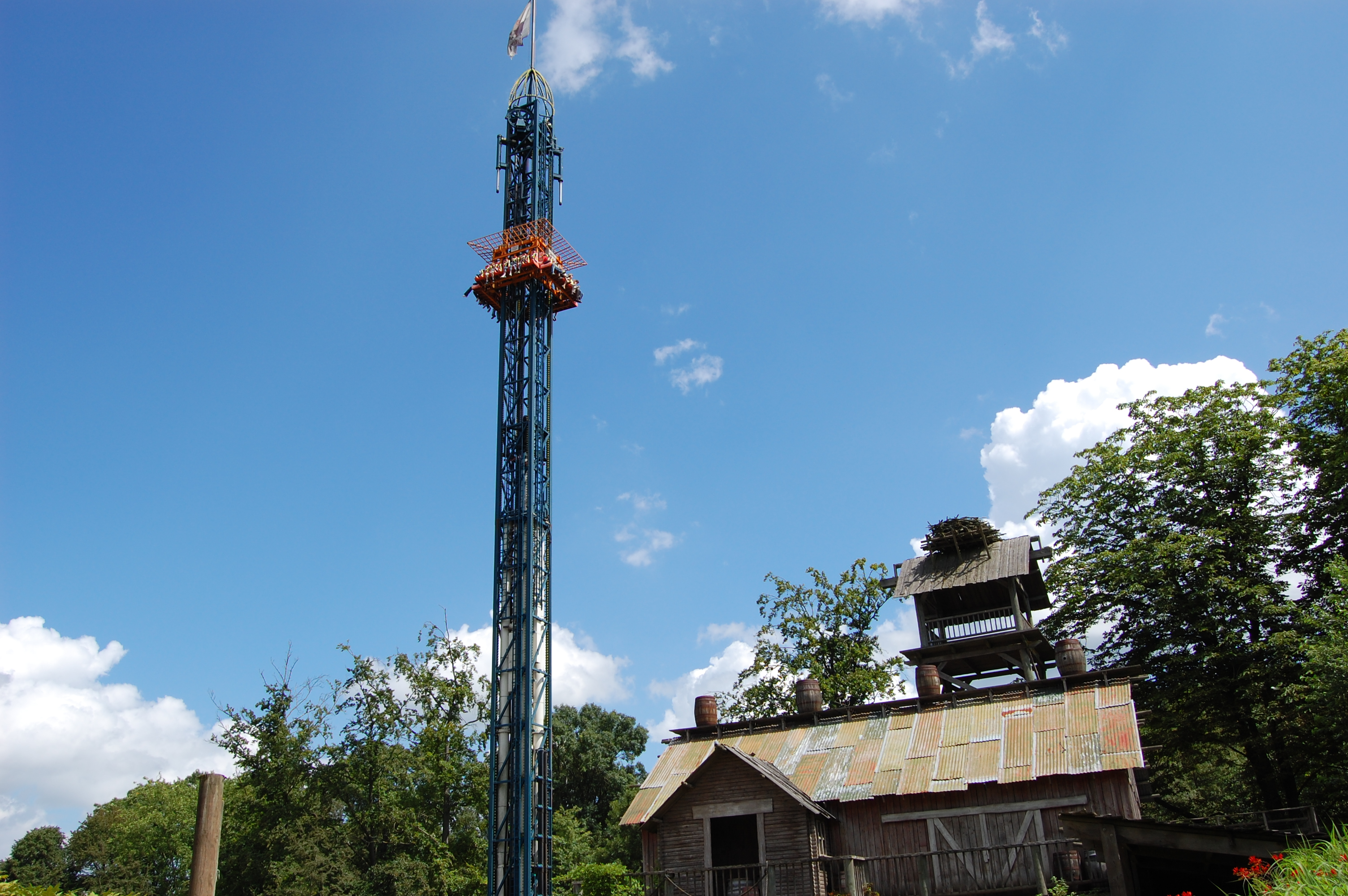
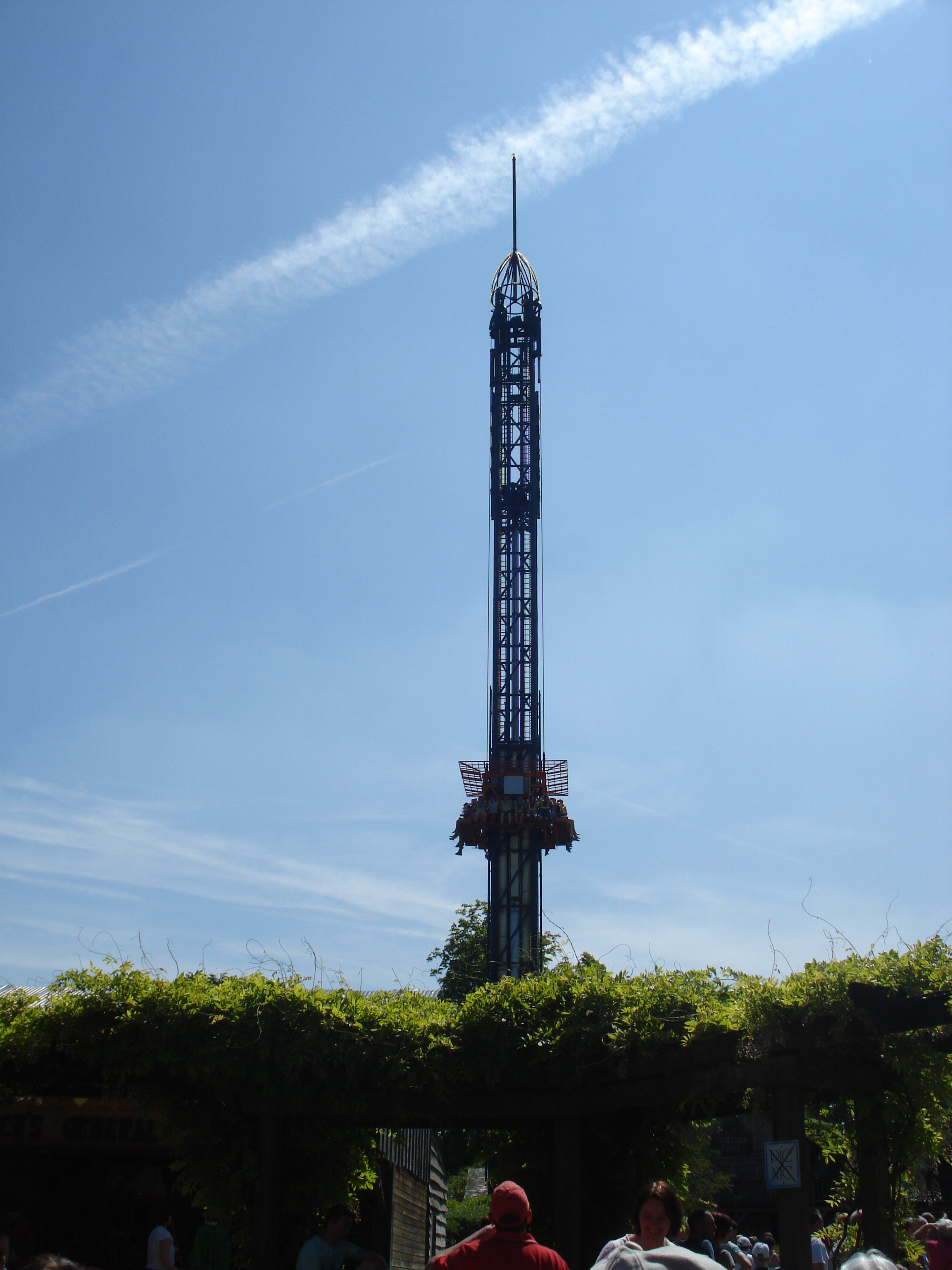

Afbeeldingen